# Гунтарит
Гунтарит (Guntarith; Guntharis; † 546, Картаген) e византийски военачалник от вандалски произход, който се бунтува през 546 г. в Африка против господството на император Юстиниан I.
Една година след погромяването на бунта на Стотзас (545) начело на въстанието застава дукът на Нумидия (dux Numidiae) Гунтарит. Подпомаган от маврийски и номидийски участници, той се настанява в град Картаген и през март 546 г. нарежда убийството на императорския управител на Нумидия Ареобинд в Картаген, a неговата съпруга Прайекта, племенница на император Юстиниан I и сестра му са оставени живи и заведени в манастир. Цел на въстанието е вероятно откъсване на провинцията от Византия и възстановяване на самостоятелно Вандалско кралство. Гунтарит започва масово убиване и чистка. След пет седмици узурпаторът е убит в сблъсък по нареждане на strategos Артабан, вероятно със съгласието на praefectus praetorio Атанасий. Неговият маврийски поддръжник Йоан е екзекутиран в Константинопол.